# Antonio Canova
Pour les articles homonymes, voir Canova.
Antonio Canova est un sculpteur et peintre vénitien, né le 1er novembre 1757 à Possagno et mort le 13 octobre 1822 à Venise.

## Biographie
Né à Possagno, possession de la république de Venise, dans une famille de tailleurs de pierre depuis des générations, il apprend dès son plus jeune âge l'art de la taille du marbre. En 1768, sur la recommandation du sénateur Giovanni Falier, il est placé comme apprenti chez le sculpteur Giuseppe Bernardi (en), à Pagnano (it) (Asolo), avant d'intégrer l'école Santa Marina à Venise.
Après avoir remporté plusieurs prix à l'Académie des beaux-arts de Venise, il y donne successivement plusieurs ouvrages qui le mettent bientôt au premier rang des sculpteurs modernes, et dans lesquels il sait allier l'imitation de la nature avec les beautés idéales à l'antique. Il étudie l'art antique et sculpte, tout au long de sa vie, diverses statues inspirées des mythologies grecque et romaine, ainsi que des cénotaphes, des bustes et des statues en pied de divers personnages célèbres de l'époque. Il est renommé pour la délicatesse de ses sculptures sur marbre. Son œuvre est considérée comme l'archétype de la sculpture néoclassique et a fait l'objet de plusieurs études de Mario Praz.
Il consacre une bonne partie de sa fortune que lui valait son art à des activités de bienfaisance ou de soutien à de jeunes artistes ou d'artistes dans le besoin.
Il pratique également la peinture avec succès. Appelé plusieurs fois à Paris par Napoléon, il revient en 1815, chargé par le pape de présider à la reconnaissance et à la translation des monuments enlevés à Rome et que réclame le gouvernement pontifical en application des clauses du Congrès de Vienne. Il est chargé de négocier avec Dominique Vivant Denon la restitution, par la France, des œuvres d'art italien saisies par l'armée napoléonienne. Il est anobli et reçoit un certain nombre de distinctions honorifiques.
À sa mort en 1822, son cœur est déposé à l'église vénitienne Santa Maria Gloriosa dei Frari, dans un monument funéraire de sa propre création, bien qu'il l'eût originellement dédié au peintre Titien. Sa dépouille, quant à elle, est inhumée à Possagno, dans le Tempio Canoviano (it) où est enterré également son frère.

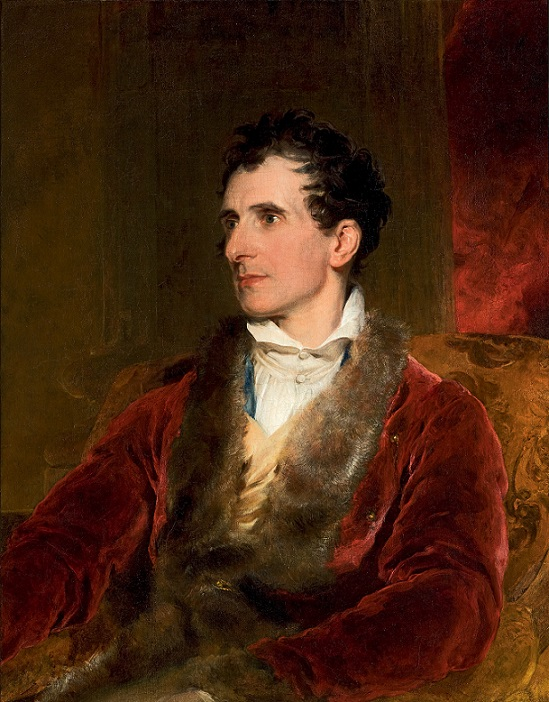
Portrait de Canova Thomas Lawrence 1815 Musée Canova, Possagno.
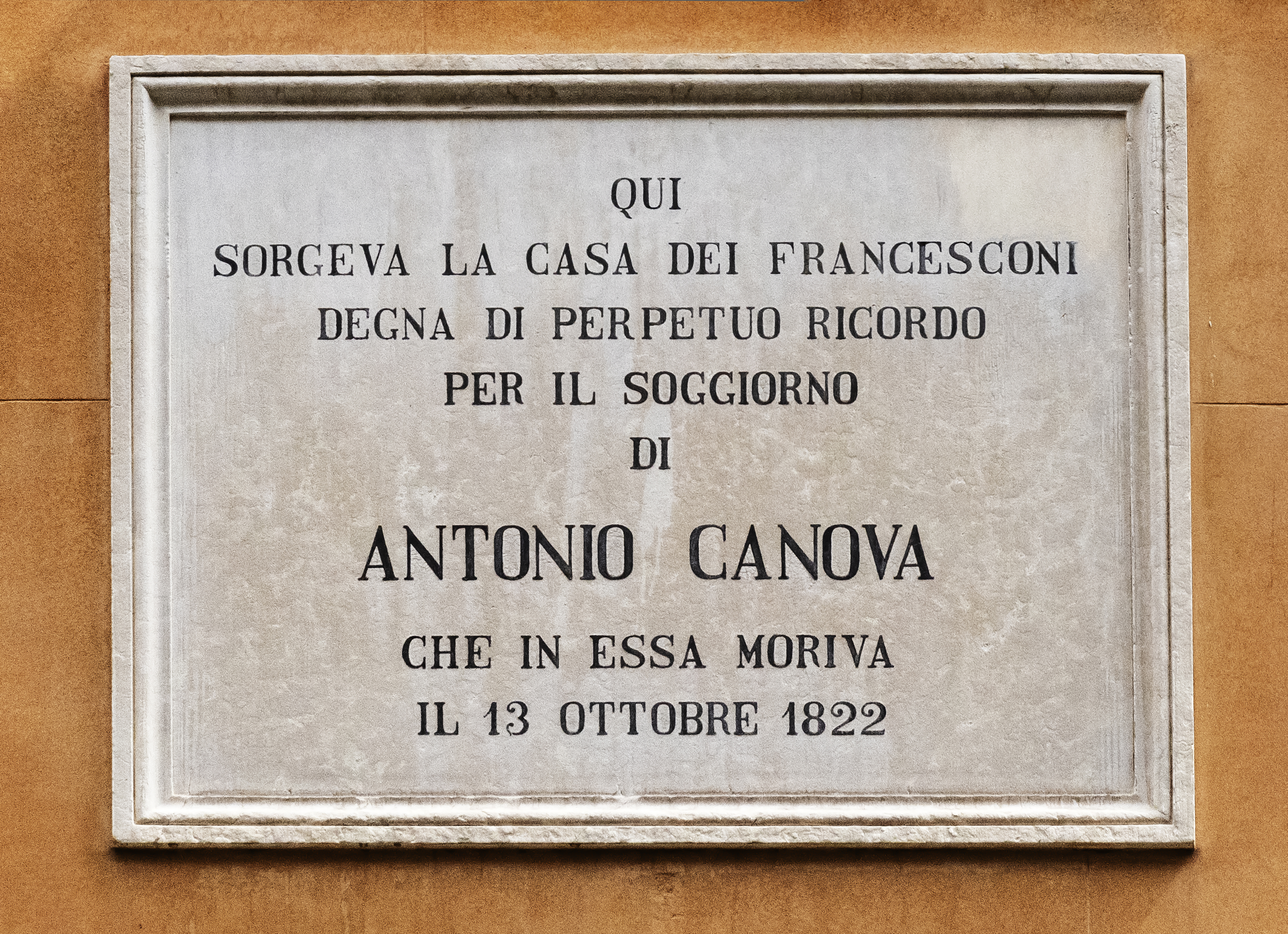
Maison au Rio Orseolo où vécut et mourut Anonio Canova.
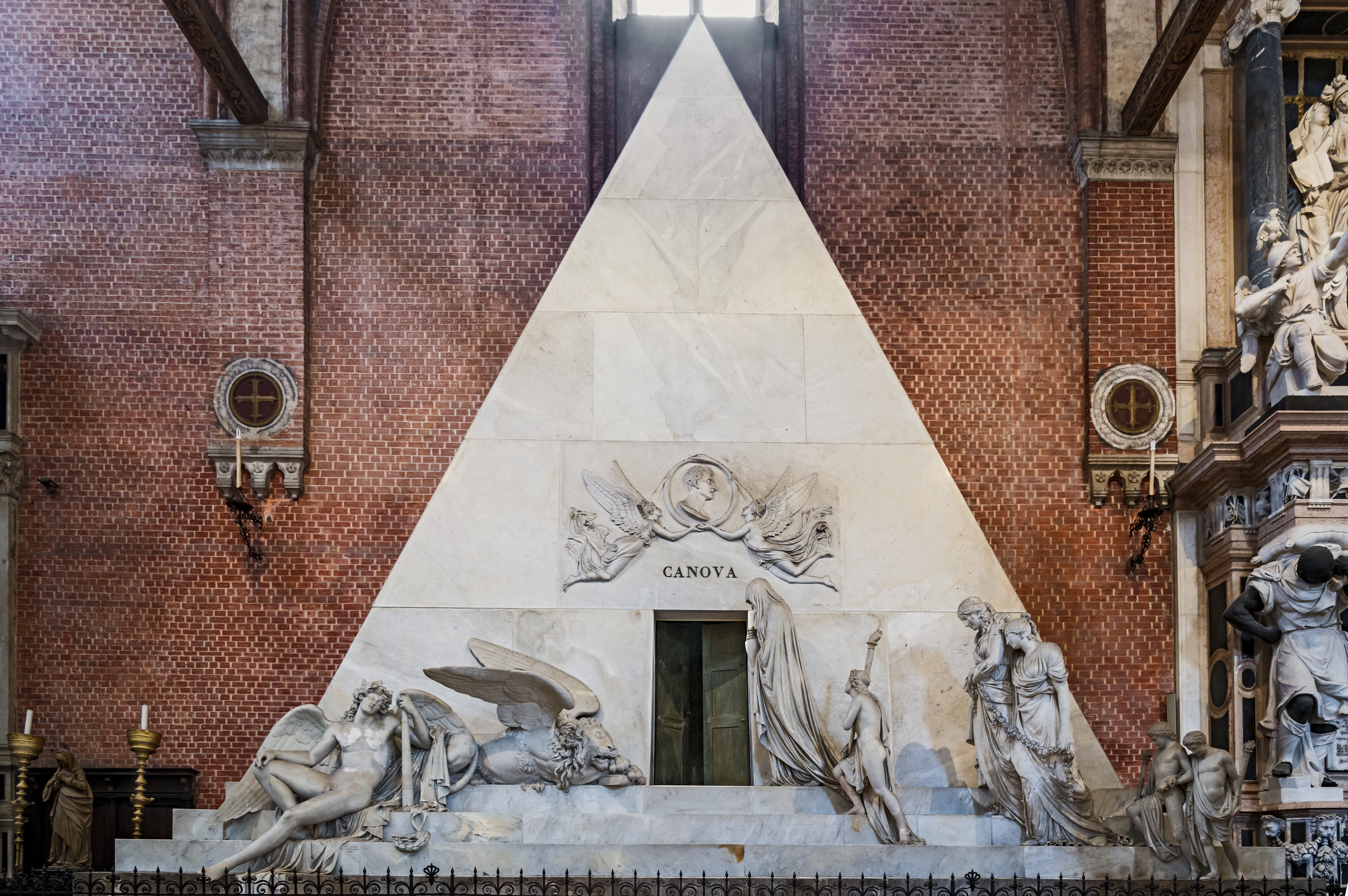
Monument où repose le cœur de Canova, à Venise.
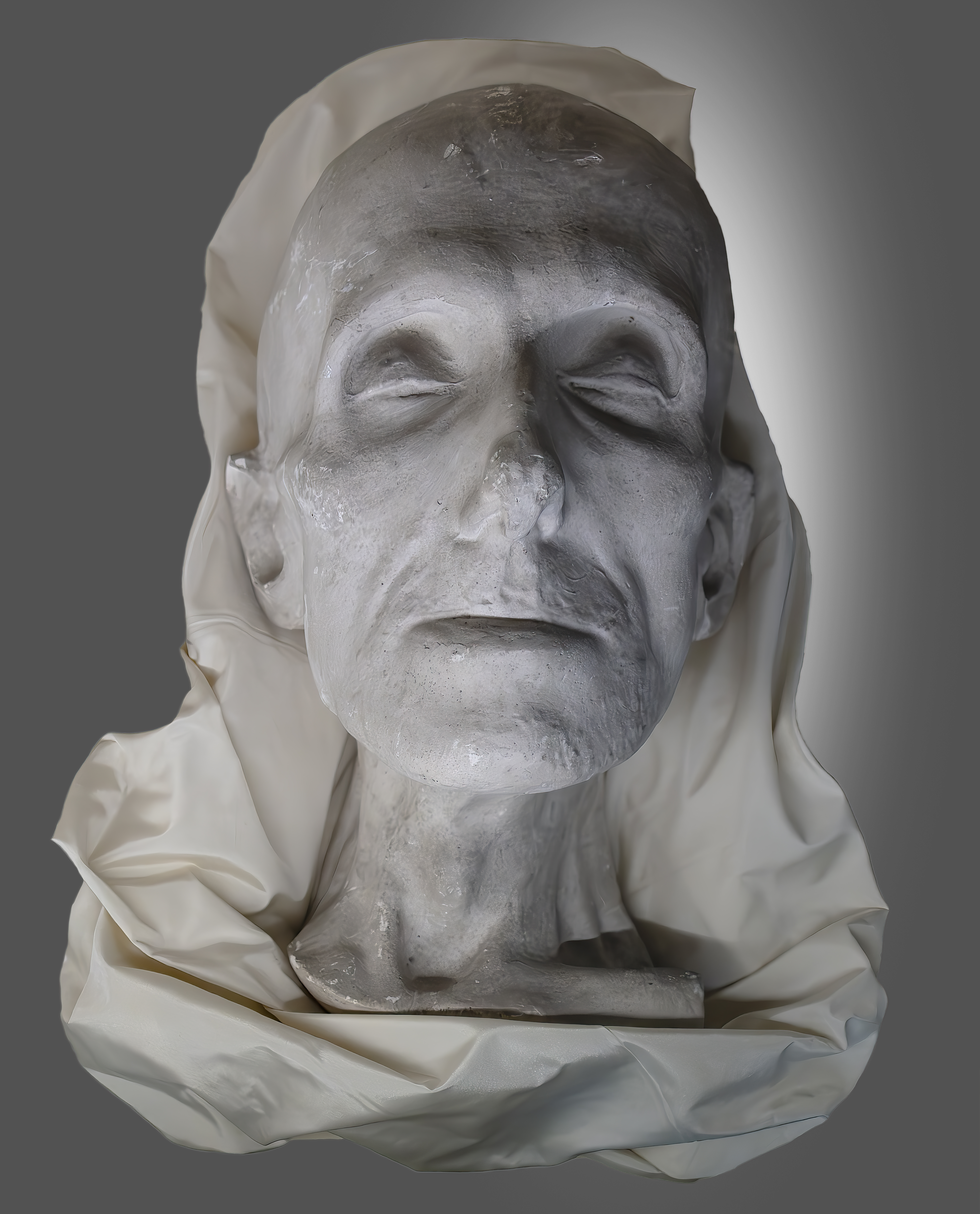
Masque funéraire d'Antonio Canova - Musée Correr.
Les outils d'Antonio Canova - Musée Correr.

## Œuvres
Ses principaux ouvrages sont : Thésée luttant contre le Centaure au Kunsthistorisches Museum de Vienne ; le Mausolée de Clément XIII, dans la basilique Saint-Pierre ; le Tombeau de Clément XIV, en marbre, dans la basilique des Saints-Apôtres de Rome ; Psyché enfant, debout, tenant par les ailes un papillon posé dans sa main ; le Mausolée d'Alfieri, dans la basilique Santa Croce de Florence ; Washington, pour le sénat de la Caroline, la Madeleine, Orphée et Eurydice, Dédale et Icare, Adonis et Vénus, Endymion, Vénus Victrix (Pauline Bonaparte), Polymnie (Élisa Bonaparte), etc.
Cet artiste se distingue par la pureté des contours, l'élégance des formes, la sagesse de la composition, l'expression des physionomies, l'habileté à donner au marbre le poli et le moelleux de la nature vivante ; quelques-uns lui refusent la vigueur et l'originalité. Il était associé étranger de l'Institut de France.
Son Œuvre a été publiée en 1824 par Étienne Achille Réveil et Henri de Latouche. Antoine Quatremère de Quincy a donné une Étude sur Canova et ses ouvrages, et le comte Leopoldo Cicognara sa Biographie, Venise, 1825.

### Portraits sculptés et nus féminins
Il fit de nombreux portraits sculptés, soit en buste (Domenico Cimarosa, 1808 ou le pape Pie VII entre 1804 et 1807), mais également en pied où il combine le visage, modelé sur nature, à un corps idéalisé, parfois dénudé et inspiré de l'Antiquité. Son portrait de Napoléon en Mars désarmé et pacificateur, achevé en 1806 où l'empereur figure nu, rappelle effectivement un marbre antique. Il n'a jamais été accepté par son récipiendaire, malgré un entretien qu'eut Canova avec ce dernier en 1810 où il tenta d'expliquer sa démarche esthétique. L'artiste fit cependant plusieurs autres sculptures des proches de Napoléon, dont celui de sa mère (Madame Mère, 1807), dans une posture assise proche de celle de l'Agrippine assise du musée du Capitole, et celui de sa sœur Pauline Bonaparte-Borghèse en Vénus Victrix (1804-1808) ; dans cette œuvre, qui reste l'une des plus célèbres de l'artiste, Pauline est représentée allongée sur un klinê, le corps largement dévoilé.
La Galatea, pour laquelle aurait aussi posé Pauline, est une statue qui se trouve dans le musée Demidoff à San Martino et une copie dans le jardin des Mulini (Ile d'Elbe). L'intérêt pour le nu féminin aux poses abandonnées est d'ailleurs une constante de son art. Préoccupé par le rendu des chairs et de la carnation, il n'hésitait pas à enduire le marbre d'une fine couche de cire rosée. Il sculptait le corps féminin avec un modelé fin et un souci de délicatesse qui se retrouve dans le drapé, aussi bien de face que de dos.

### Les peintures
Se considérant comme un peintre amateur peignant pour son seul plaisir, il s'adonne à cette activité principalement entre 1780 et 1799. Selon l'un de ses biographes, Giuseppe Pavanello, ses peintures de nus féminins lui servaient à mettre au point ses propres canons de la beauté féminine. L'une d'elles, la Vénus au miroir peinte dans le style du Quattrocento vénitien fut vendue par Canova comme une œuvre authentique de la Renaissance. Une série de vingt-deux toiles monochromes, traitant le thème d'Hercule lançant des flèches sur ses propres enfants, se trouve rassemblée dans sa maison natale à Possagno. Une autre toile traitant le même sujet et conservée au Muséo civico de Bassano fait preuve d'une facture fougueuse et d'un puissant sens dramatique pour traiter le thème de la mort qui tranche avec sa production habituelle, élégiaque et mélancolique.

Lamentation sur le Christ mort, huile sur toile, Musée Correr[5].
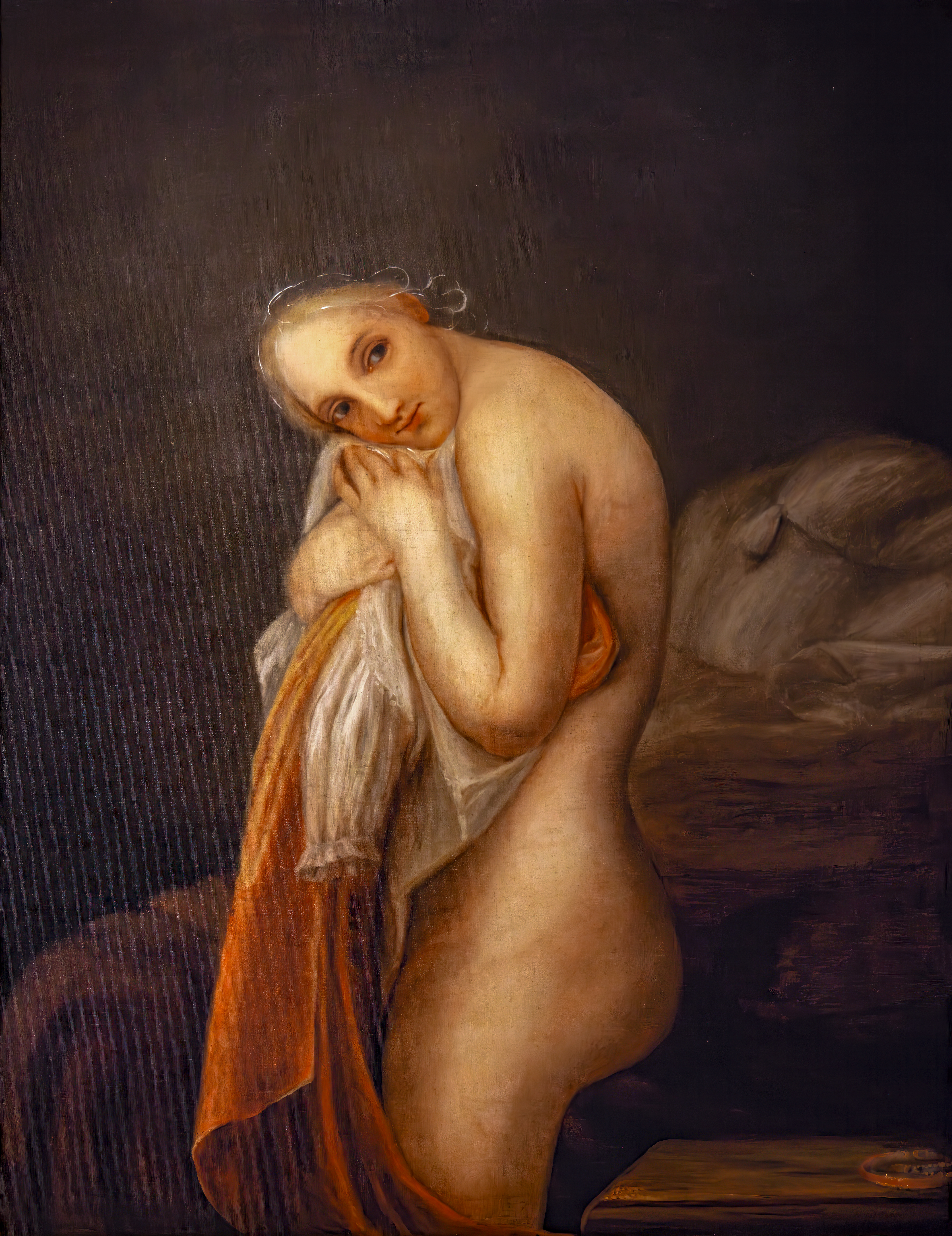
La surprise ou la Vénus pudique , huile sur toile, Musée Correr[6].

### Influence et postérité
Si Canova refusait d'avoir des élèves, il fut souvent imité de son vivant et après sa mort. Cependant, en tant qu'artiste officiel, il a connu une certaine désaffection liée à l'entreprise de glorification des Napoléonides. Ainsi, contrairement au jugement de Quatremère de Quincy, David d'Angers qui subit son influence dans sa jeunesse, critique la mollesse de ses œuvres et refuse de voir en lui le continuateur des Grecs. Cependant, l'historienne de l'art et directrice de l'Académie des Beaux-Arts de Venise Elena Bassi, à travers l'étude de dessins, esquisses et peintures de Canova, révèle une personnalité singulière se détachant de la production de ses contemporains.
Les artistes David d'Angers, Rude, Barye ou Daumier n'ont pas suivi Canova, ils en ont pris le contre-pied. James Pradier peut en revanche être considéré comme son continuateur.

## Collections publiques
Œuvres dont les dates restent à préciser :
- Hercule et Lichas, sculpture sur marbre. Gipsoteca Canoviana, Possagno.
- Thésée vainqueur du Minotaure, groupe sculpté sur marbre, 145,5 × 158,7 cm. 1781-1783. Victoria and Albert Museum, Londres.
- Thésée et le Centaure, Musée d'histoire de l'art de Vienne, 1805.
- Buste de Napoléon. Château de Fontainebleau.
- Buste du cardinal Fesch. Musée Napoléonien de l'Hôtel de Ville, Ajaccio.
- la Paix, sculpture sur marbre. Conservée jusqu'en 1953 à Saint-Pétersbourg. Désormais installée au Musée d'art occidental et oriental à Kiev.
- Danseuse avec le doigt sur son menton, (1809/1823), statue de marbre, 177 cm, National Gallery of Art, Washington D.C.
- Naiade, (1815/1823), marbre, 80 × 190 cm, National Gallery of Art, Washington D.C.

Œuvres datées :

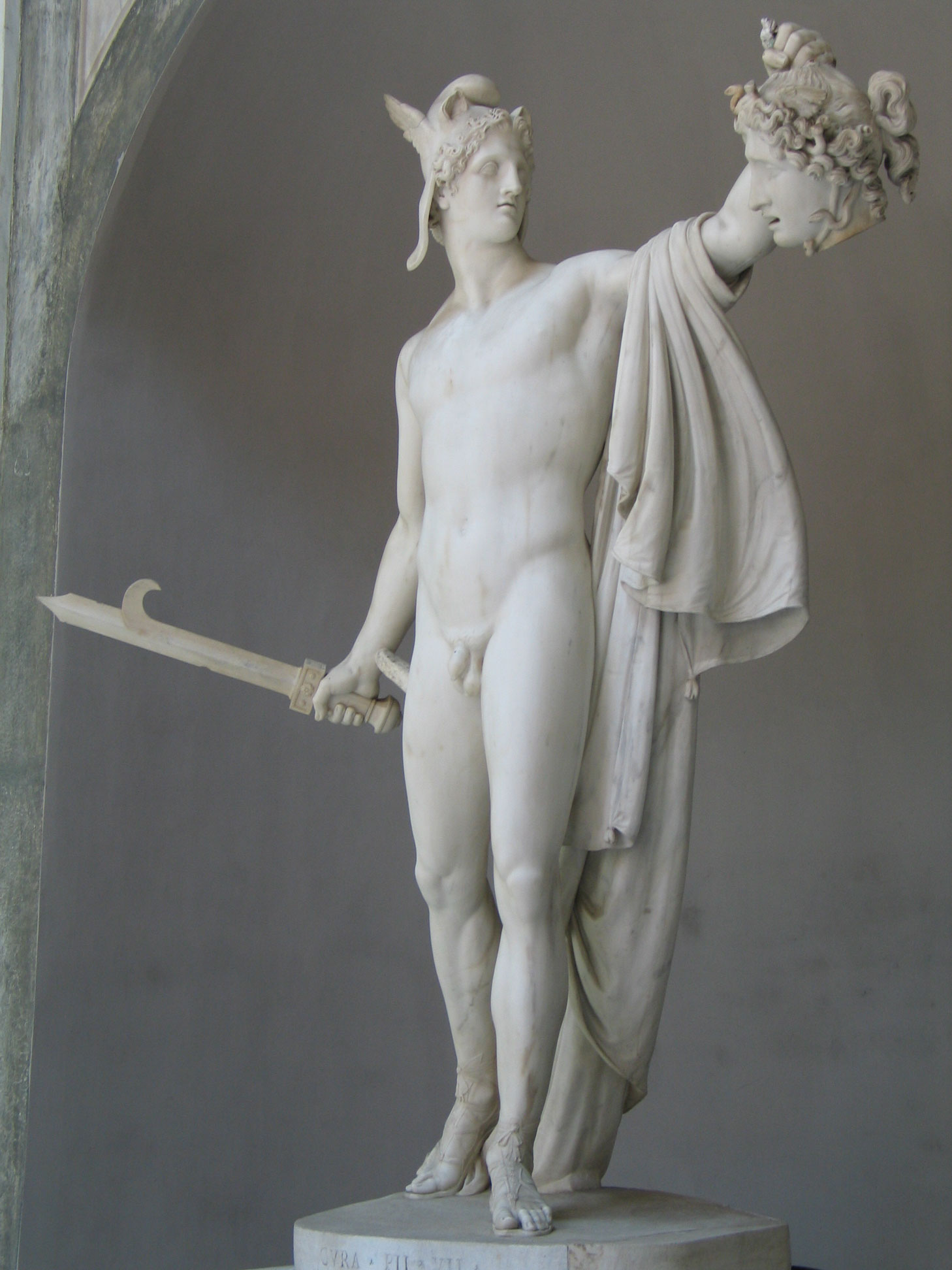
Persée tenant la tête de Méduse, 1804-1806, musée Pio-Clementino, Vatican

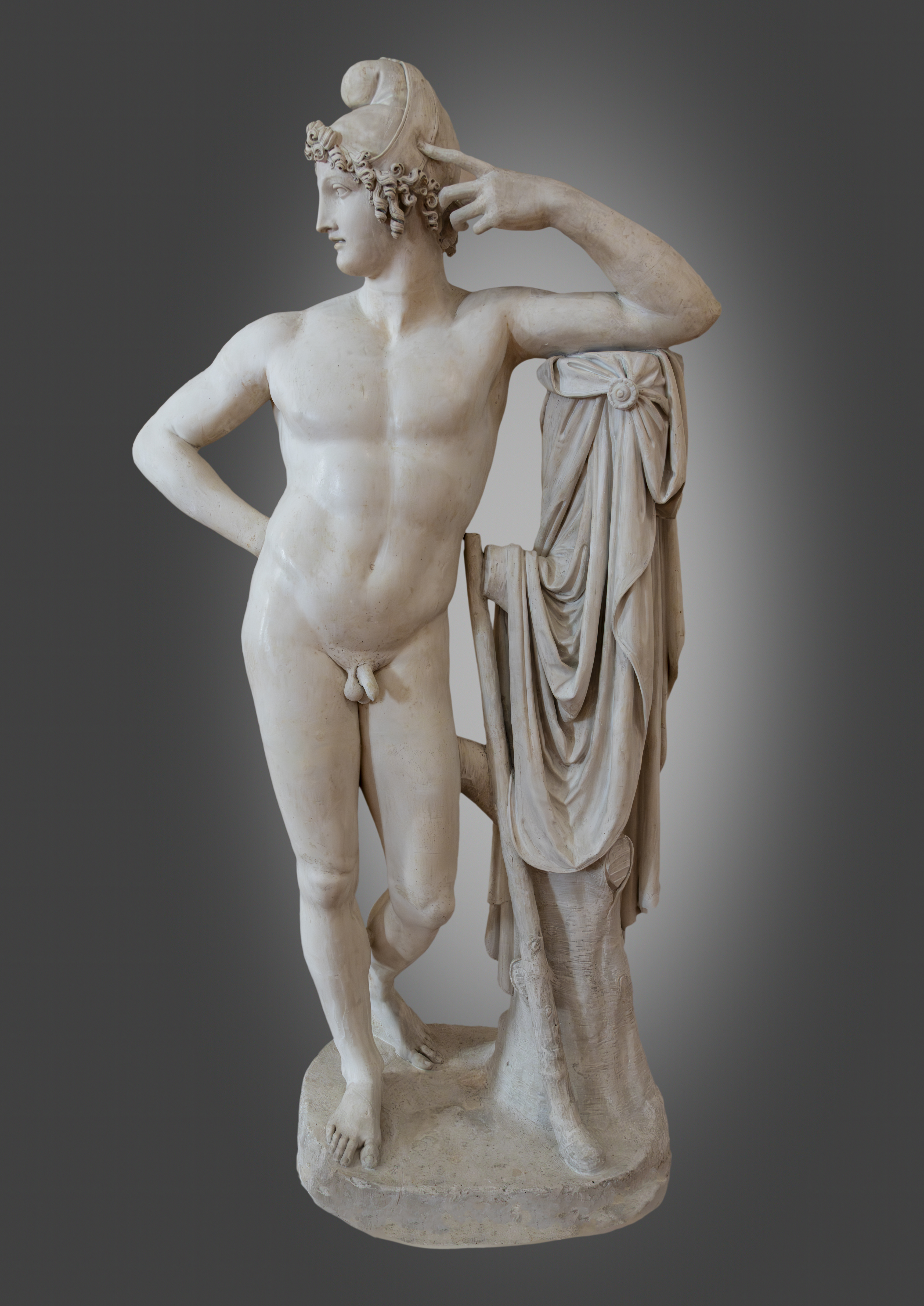
Paris Galeries de l'Académie de Venise.

- 1773-1776 : Orphée et Eurydice, Museo Correr, Venise
- 1775-1776 : Apollon - Galeries de l'Académie de Venise
- 1778 : Dédale et Icare, Museo Correr, Venise
- 1781 : Apollon se couronnant lui-même, J. Paul Getty Museum, Los Angeles : voir la statue sur le site du musée (getty.edu/art).
- 1787 : Tombeau de Clément XIV, basilique des Saints-Apôtres, Rome
- 1787-1793 : Psyché ranimée par le baiser de l'Amour. Musée du Louvre, Paris
- 1793 : Psyché. Kunsthalle, Brême
- 1793 : Cupidon et Psyché. Musée de l'Ermitage, Saint-Pétersbourg
- 1795 : Nourrir les affamés, plâtre, 106 × 122 cm, Nombreux retirages
- 1795 : Vénus et Adonis, Musée d'art et d'histoire (dépôt de la Ville de Genève), Genève
- 1795 : Monument Angelo Emo, Museo Storico Navale, Venise.
- 1796-1800 : L'Amour et Psyché debout, Musée du Louvre, Paris.

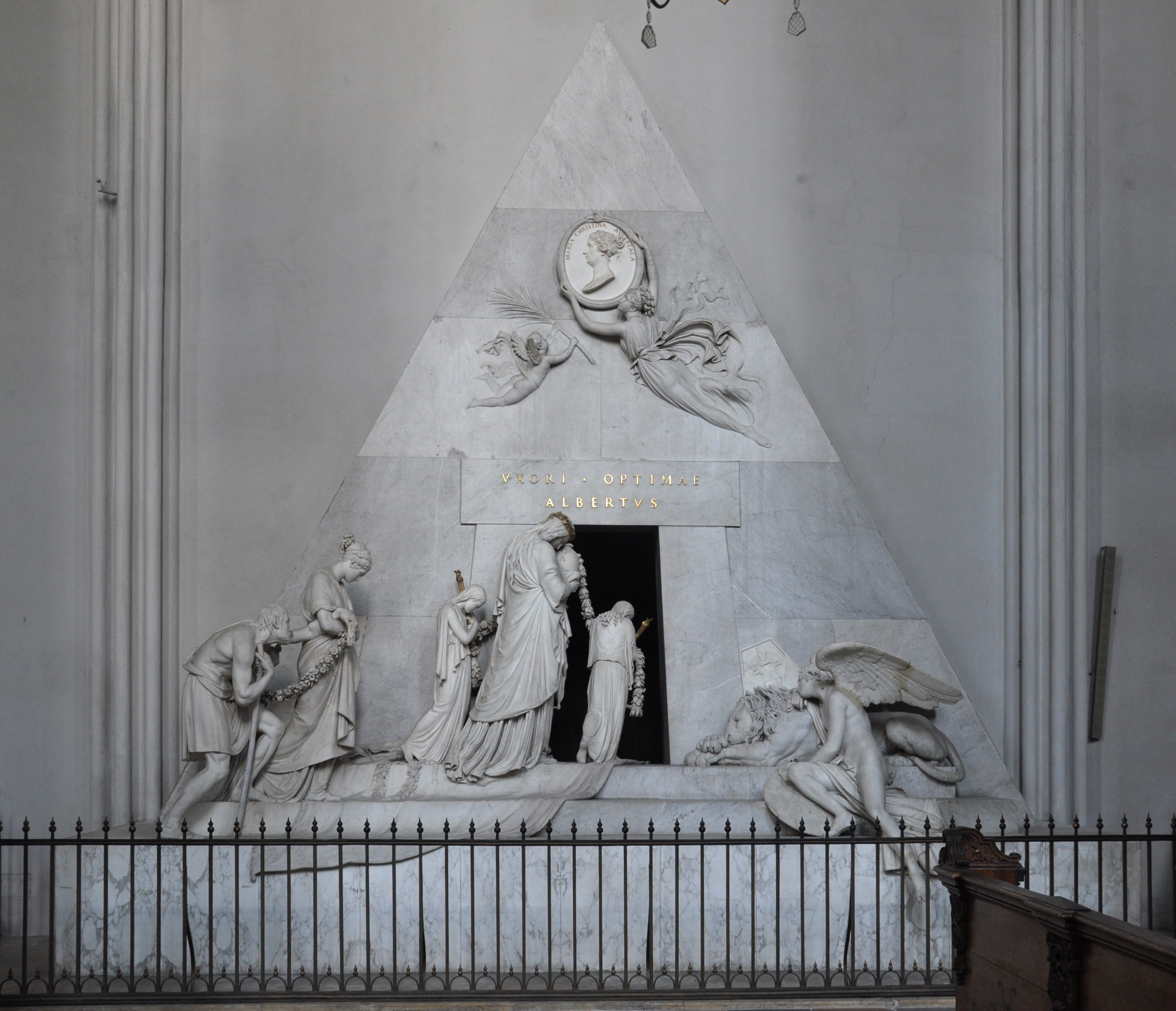
Monument de l'archiduchesse Marie-Christine, Église des Augustins, Vienne

- 1798-1800 : Monument de l'archiduchesse Marie-Christine, Église des Augustins, Vienne
- 1800 : Persée triomphant, Musées du Vatican, Rome
- 1800 : Kreugantes, Musées du Vatican, Rome
- 1800-1806 : Damoxène, Musée du Vatican, Rome
- 1802-1806 : Napoléon en Mars désarmé et pacificateur. Aspley House (Londres), une copie à l'Accademia di Brera, Milan
- 1803-1806 : Victoire ailée, bronze, National Gallery of Art, Washington D.C.
- 1804 : Portrait de Pie VII. Musée d'Histoire, Versailles
- 1804-1806 : Persée tenant la tête de Méduse, musée Pio-Clementino, Vatican, Rome
- 1804-1810 : Monument de Vittorio Alfieri, Basilica di Santa Croce, Florence
- 1804-1811 : Autoportrait, Musée Correr, Venise
- 1804-1812 : Vénus Italique, Galerie Palatine, Florence
- 1806 : Monument du sénateur Giovanni Falier. Église San Stefano, Venise
- 1806 : Monument du comte Alessandro de Souza Holstein, Église Sant'Antonio dei Portoghesi, Rome
- 1806 : Danseuse, sculpture sur marbre (hauteur : 176 cm), Musée de l'Ermitage, Saint-Pétersbourg
- 1807 : Monument Giovanni Volpato, basilique des Saints-Apôtres, Rome

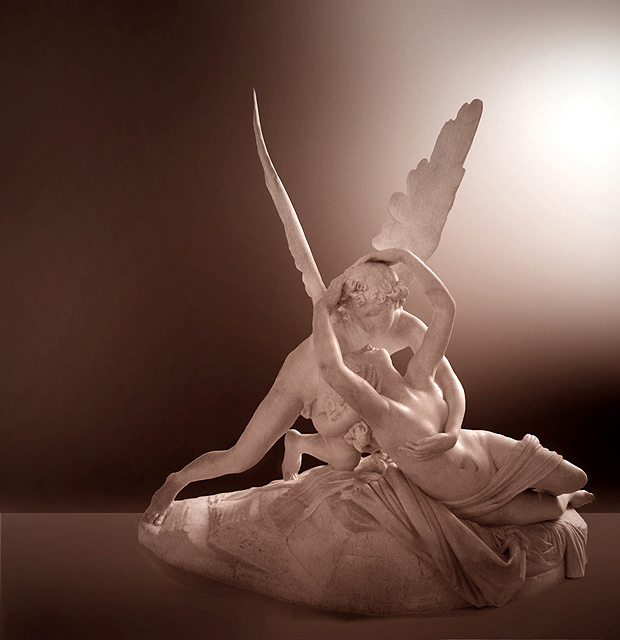
Psyché ranimée par le baiser de l'Amour 1793

- 1808 : Vénus Victrix (Pauline Borghèse). galerie Borghèse, Rome
- 1808 : Portrait de Domenico Cimarosa. Protomoteca Capitolina, Rome
- 1808 : Portrait de Letizia Ramolino Bonaparte, Devonshire Collection, Chatsworth
- 1808-1812 : Terpsichore, Fondazione Magnani Rocca, Mamiano di Parma
- 1812 : Autoportrait, sculpture sur marbre. Temple, Possagno.
- 1812 : Tête d'Hélène, Palazzo Albrizzi, Venise

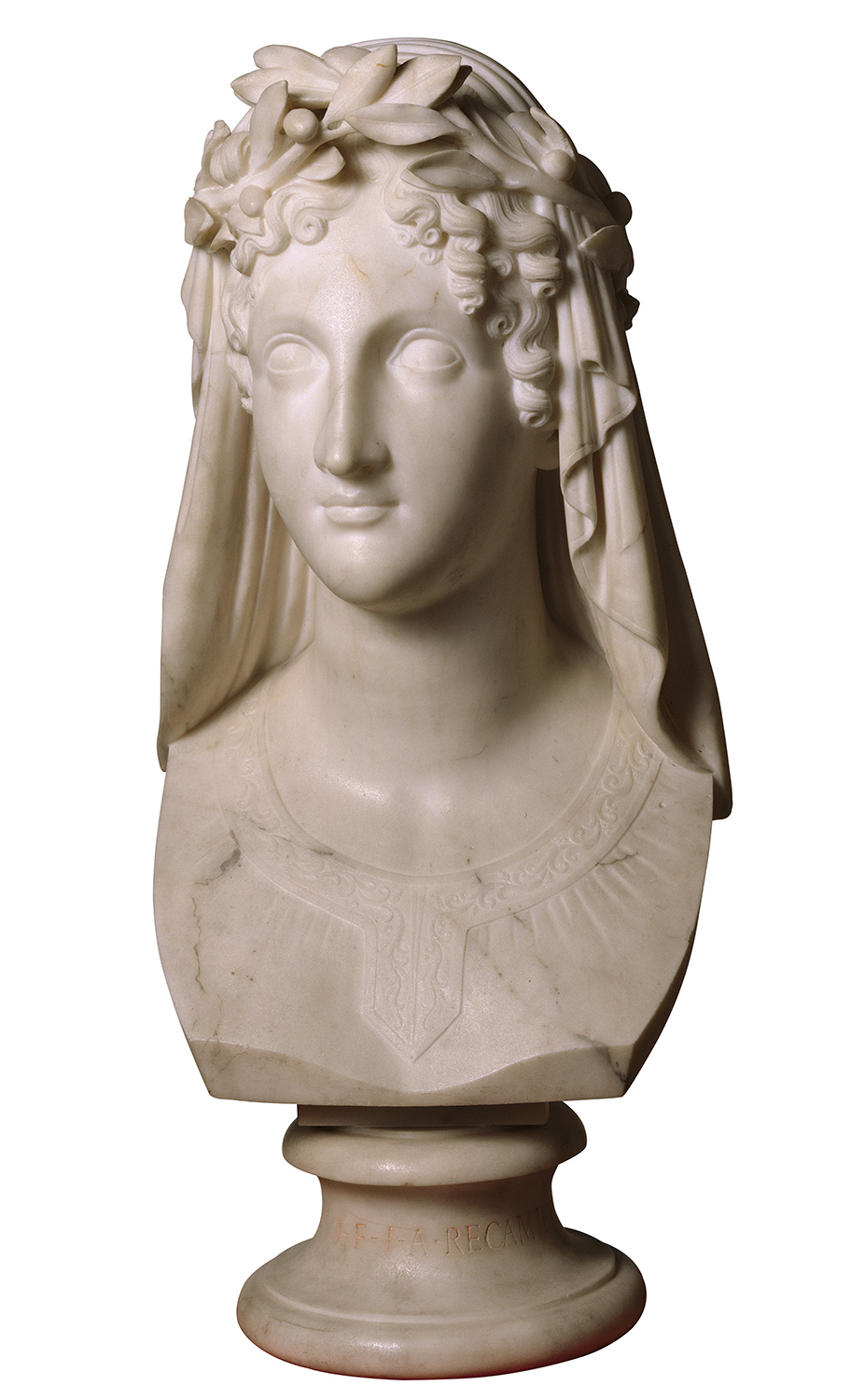
Juliette Récamier en Béatrice, 1818-1822, musée des beaux-arts de Lyon.

- 1812 : Polymnia, Kunsthistorisches Museum, Vienne
- 1813 : Victoire, Dallas Museum of Art
- 1813 : Juliette Récamier en Béatrice, musée des beaux-arts, Lyon.
- 1815 : Hercule et Lycas, Galerie nationale d'art moderne, Rome.
- 1815-1822 : Mars et Venus, Palais de Buckingham, Londres.
- 1816 : Hébé. Pinacoteca Comunale, Forlì.
- 1817-1822 : les Grâces. Victoria and Albert Museum, Londres.
- 1818-1822 : Danseuse, sculpture sur marbre (hauteur : 172,7 cm). Musée des beaux-arts du Canada,Ottawa[10]
- 1819 : Cénotaphe des Stuart, Basilique Saint-Pierre, Rome
- 1819-1821: Monument du comte Faustino Tadini (Stele Tadini), Accademia Tadini, Lovere
- 1821 : George Washington, Raleigh (Caroline du Nord)
- 1822 : Ferdinand IV en Minerve, Museo Nazionale, Naples

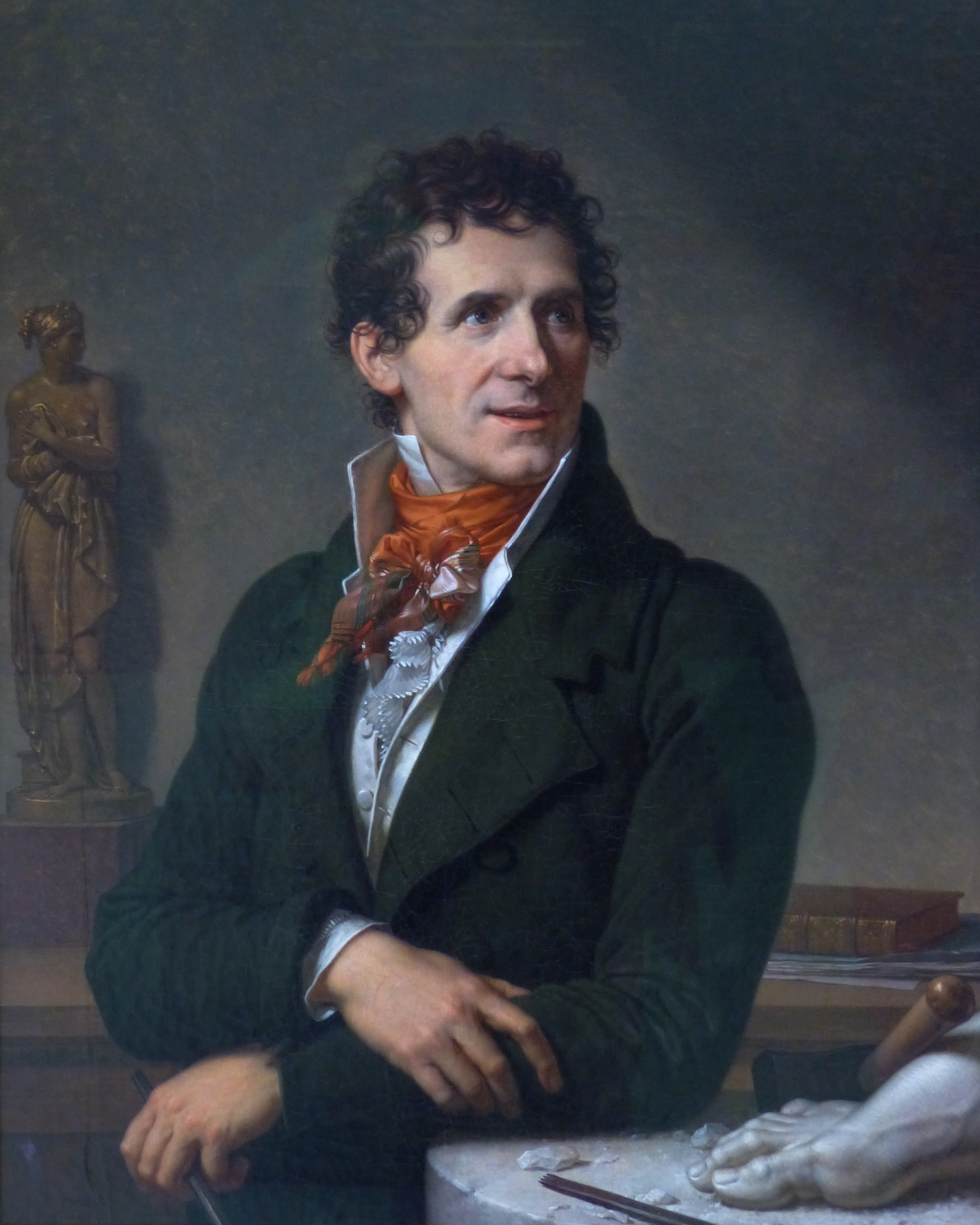
Portrait du sculpteur Antonio Canova par François-Xavier Fabre (1812). Huile sur toile, musée Fabre, Montpellier.

Il est possible d'attribuer également à Antonio Canova une peinture (huile sur toile) intitulée L'Enlèvement d'Europe (d'après Véronèse), conservée au Musée régional de Rimouski (Québec), sur la base d'une signature restant à authentifier.

## Hommages
Canova joue un rôle dans le roman de Frédéric Vitoux Sérénissime (1990).
En astronomie, est nommé en son honneur (6256) Canova, un astéroïde de la ceinture principale découvert en 1960.